# Bayi Nuzi Paiqiu Dui 2013-2014
Questa voce raccoglie le informazioni riguardanti il Bayi Nuzi Paiqiu Dui nelle competizioni ufficiali della stagione 2013-2014.

## Organigramma societario
Area tecnica
- Allenatore: Hu Jin

## Rosa
| N° | Nome         | Ruolo | Data di nascita   | Nazionalità sportiva |
| -- | ------------ | ----- | ----------------- | -------------------- |
| 1  | Wang Yunlu   | S     | 20 maggio 1996    | Cina                 |
| 2  | Zhou Yujie   | P     | 13 ottobre 1991   | Cina                 |
| 3  | Liu Congcong | C     | 8 dicembre 1990   | Cina                 |
| 4  | Zhu Linfen   | S/O   | 8 novembre 1989   | Cina                 |
| 5  | Liu Yanhan   | S     | 19 gennaio 1993   | Cina                 |
| 6  | Yang Junjing | C     | 15 maggio 1989    | Cina                 |
| 7  | Shen Jingsi  | P     | 3 marzo 1989      | Cina                 |
| 8  | Fan Linlin   | S/O   | 1º dicembre 1991  | Cina                 |
| 9  | Chen Yao     | C     | 22 settembre 1988 | Cina                 |
| 10 | Zuo Ting     | S     | 3 febbraio 1990   | Cina                 |
| 11 | Qi Lin       | P     | 25 maggio 1993    | Cina                 |
| 12 | Liu Mingjun  | S     | 9 gennaio 1992    | Cina                 |
| 14 | Ye Shuting   | S/O   | 27 gennaio 1991   | Cina                 |
| 15 | Liu Peixin   | C     | 20 aprile 1993    | Cina                 |
| 16 | Wang Yan     | C     | 10 marzo 1988     | Cina                 |
| 17 | Huang Liuyan | L     | 13 giugno 1994    | Cina                 |
| 18 | Wang Qi      | S     | 22 settembre 1993 | Cina                 |